# Campestre (Santo André)
O Campestre é um tradicional bairro na porção norte do município de Santo André, em São Paulo. Possui cerca de 16 mil habitantes.
No Campestre está localizada metade das estações Utinga e Prefeito Saladino da Linha 10–Turquesa da CPTM, além do Terminal Rodoviário de Santo André. É cortado ao meio pela Avenida Dom Pedro II, uma das principais de Santo André.
O bairro é delimitado ao sul pela avenida Prestes Maia, ao oeste pela alameda São Caetano, ao norte pelo município de São Caetano do Sul e ao leste pela ferrovia da CPTM.
O Campestre é um bairro muito bem avaliado. Próximo a ele, estão localizados o Parque Celso Daniel, o CEASA do Grande ABC e a Universidade Municipal de São Caetano do Sul.